# ホセ・グティエレス・ソラーナ
ホセ・グティエレス・ソラーナ（スペイン語: José Gutiérrez-Solana、フルネーム:José Romano Gutiérrez-Solana y Gutiérrez-Solana, 1886年2月28日 - 1945年6月24日）はスペインの画家である。

## 略歴
マドリードで生まれた。父親はメキシコ生まれで、カンタブリアに住む親戚の遺産を継承してスペインに住むようになり、いとこの女性と結婚して、グティエレス・ソラーナが生まれた。父親の資産で、快適な生活を送った。1900年から1904年の間、マドリードの王立サン・フェルナンド美術アカデミーで学び、1906年にスペインの全国展(Exposición nacional)に出展し、選外佳作に選ばれた。1909年に両親がカンタブリアに移り、サンタンデールとマドリードを行き来する生活を送った。スペイン各地、特にヴァレンシアを旅し、スペインの人々の生活を描いた。1917年からはマドリードで過ごすようになり、プラド美術館などでフランシスコ・デ・ゴヤの『黒い絵』やエル・グレコやディエゴ・ベラスケスの作品を研究し、多くの芸術家の集まったカフェ、Café de Levanteの常連となり、ラモン・デル・バリェ＝インクランやリカルド・バローハ、フリオ・ロメロ・デ・トレス、イグナシオ・スロアガといった芸術家と交流した。
1928年にパリで最初の展覧会を開いた時には評価は低かったが、1936年にパリで3回目の展覧会を開いた後、国際的な評価を得た。バレンシアやパリで活動した後、1939年に彼はマドリードに戻り、1945年に没した。
著述家としては『黒いスペイン』（1920年）などの作品がある。

## 著作
- 『黒いスペイン』(La España negra) 1920. Reprinted by Forgotten Books, 2015 ISBN 1-332-4646-7-X
- Madrid: escenas y costumbres (2 Vols., 1913 and 1918) Full text of Vol.2 @ Google Books. Reprinted by Trigo Editions ISBN 84-89787-46-8
- Madrid callejero, 1923. Reprinted by Trigo Editions ISBN 84-89787-46-8
- Florencio Cornejo, 1926. Reprinted by Creatica, 2011 ISBN 84-952105-8-4刊